# إدارة الحمأة البرازية

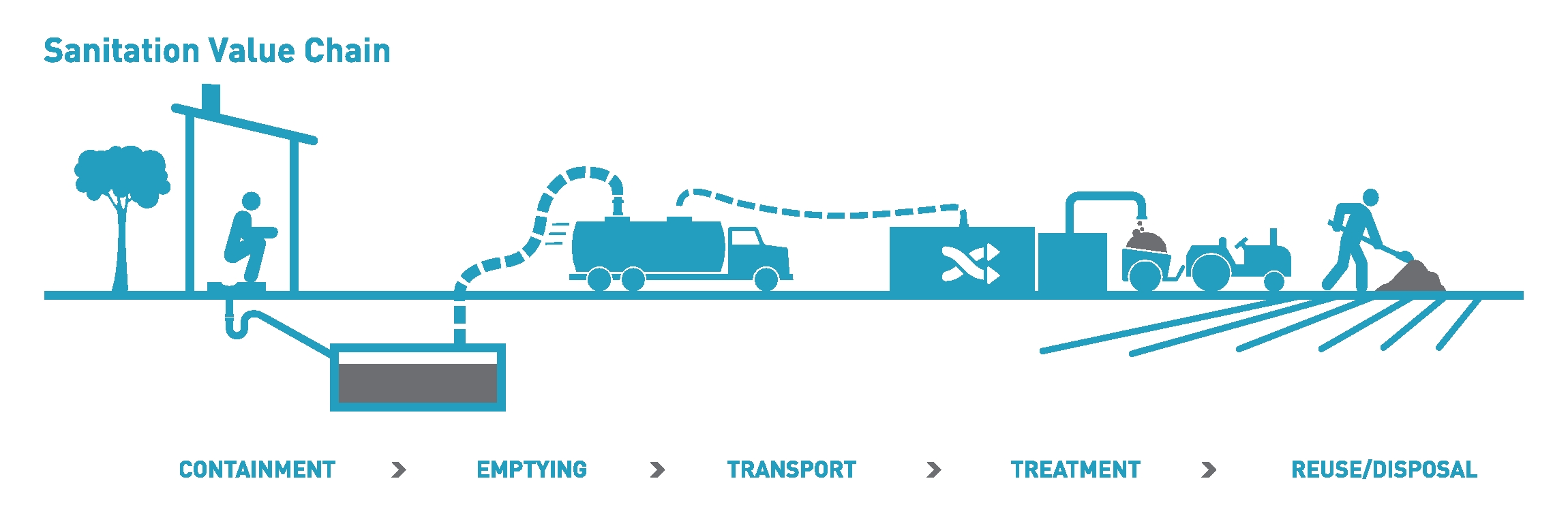

إدارة الحمأة البرازية (إف إس إم)، وهي جمع الحمأة البرازية ونقلها ومعالجتها من المراحيض ذات الحفرة أو خزانات الصرف الصحي أو أنظمة الصرف الصحي الأخرى في الموقع. تتألف الحمأة البرازية من مزيج من الفضلات البشرية والمياه والنفايات الصلبة (كورق التواليت أو مواد النظافة الشرجية الأخرى، أو مواد النظافة النسائية مثلًا) التي يجري التخلص منها في حفر أو خزانات أو خزائن لأنظمة الصرف الصحي في الموقع. تُسمى الحمأة البرازية التي تجري إزالتها من خزانات الصرف الصحي بمخلفات خزان الصرف الصحي المهضومة بشكل جزئي.
تُعد إدارة الحمأة البرازية ضرورية في المناطق ذات الكثافة السكانية العالية، حيث لا ترتبط نسبة من المناطق السكانية بشبكة صرف صحي، ولا يمكن تغطية المراحيض ذات الحفرة وإعادة بنائها. هذا هو الحال في معظم المناطق الحضرية في البلدان النامية، ولكن تُستخدم خدمات إدارة الحمأة البرازية أيضًا في البلدان المتقدمة حيث تغيب أنظمة الصرف الصحي. يُقدم مقدمو خدمات القطاع الخاص الرسمي وغير الرسمي والحكومات المحلية وسلطات المياه ومرافقها خدمات إدارة الحمأة البرازية عادةً. ومع ذلك، لا تتوفر خدمات إدارة الحمأة البرازية في كثير من البلدان النامية، أو غالبًا ما تكون غير رسمية وغير منظمة وغير صحية وغير آمنة في حال توفرها. يمكن أن يؤدي ذلك إلى تلوث المياه السطحية والمياه الجوفية، وانتشار الممرضات في البيئة وتشكيل آثار سلبية على الصحة العمومية، بل ويمكن أن يؤدي أيضًا إلى خدمات غير موثوقة مع تكاليف عالية نسبيًا للأسر التي تحتاجها.
يمكن توفير خدمات جمع الحمأة البرازية على أساس مجدول أو على أساس طلب الخدمة (تُعرف أيضًا بالخدمات عند الضرورة أو عند الطلب أو غير المجدولة). يمكن نقل الحمأة البرازية المجمعة إلى محطات المعالجة باستخدام شاحنة تفريغ، أو خزان ومضخة مثبتة على شاحنة مسطحة، أو خزان صغير يُجر عبر دراجة نارية، أو في حاويات توضع على عربة تُجر باليد. يمكن استخدام محطات النقل المتنقلة أو الثابتة لتحسين كفاءة نقل الحمأة البرازية عن طريق نقل النفايات إلى ناقلات أكبر لنقلها للمعالجة. تجري حاليًا أبحاث على توسيع استخدام مرافق معالجة الحمأة اللامركزية المتعددة داخل المدن (لتجنب مسافات النقل الطويلة)، بالإضافة إلى تجريبها.
يفضل معالجة الحمأة البرازية المجمعة في محطات معالجة الحمأة البرازية المخصصة، بدلاً من معالجتها مع مياه الصرف الصحي في محطات معالجة مياه الصرف الصحي البلدية، ما لم تكن هذه المحطات قادرة على تحمل الحمولة الإضافية، ويتوفر فيها مرافق لفصل السوائل والمواد الصلبة. يمكن استخدام مجموعة متنوعة من تقنيات المعالجة الميكانيكية وغير الميكانيكية، بما في ذلك معالجة الأراضي الرطبة التي جرى إنشاؤها، والهضم اللاهوائي، وبرك تثبيت المخلفات. يمكن أن تنتج عملية المعالجة منتجات مفيدة مثل النفايات السائلة المعالجة التي يمكن استخدامها في الري، أو الحمأة البرازية المعالجة بعد التسميد المُستخدمة بمثابة محسن للتربة أو لإنتاج الغاز الحيوي والفحم والديزل الحيوي ومسحوق الوقود الصناعي والكهرباء. استُخدم مصطلح التربة الليلية تاريخيًا للدلالة على الحمأة البرازية. يمكن أن يكون استرداد الموارد من الحمأة البرازية أيضًا لمواد البناء والبروتين والأعلاف الحيوانية ومياه الري.

## المصطلح
تتطلب إدارة الحمأة البرازية خزانات الصرف الصحي الآمنة والصحية وتفريغ المراحيض ذات الحفرة، إلى جانب المعالجة الفعالة للمواد الصلبة والسوائل وإعادة استخدام المنتجات المعالجة قدر الإمكان. قد تتضمن إدارة الحمأة البرازية مجموعة من الخيارات بما في ذلك العلاج في الموقع وخارج الموقع، وتشتيت المخلفات أو التقاط منتجات عملية المعالجة إلى الغاز الحيوي والسماد والطاقة.
تُستخدم إدارة الحمأة البرازية بشكل مترادف مع مصطلح «إدارة مخلفات خزان الصرف الصحي»، لكنها مُختلفة عنها، إذ تُعد مخلفات خزان الصرف الصحي نوعًا محددًا من الحمأة البرازية: هي المواد الصلبة البرازية المهضومة جزئيًا التي تتراكم في خزانات الصرف الصحي. قد تحتوي الحمأة البرازية من المراحيض ذات الحفرة على محتوى مائي أقل مقارنة بمخلفات خزان الصرف الصحي، وقد تحتوي على المزيد من النفايات الصلبة.
تولد المراحيض ذات الحفرة الحمأة البرازية، وتُصنف أحيانًا بمثابة مراحيض جافة، على الرغم من أن الحفر الرطبة شائعة أيضًا، خاصة في آسيا. لا تولد الأنواع الأخرى من المراحيض الجافة -تلك المصممة لتُفرغ بسهولة دون إضافة الماء- مع ذلك الحمأة البرازية، ولكنها تولد البراز المجفف بدلاً من ذلك (في حالة المراحيض الجافة التي تفصل البول) أو السماد (في حالة المراحيض السمادية) مثلًا. لا يُستخرج أي شيء من الحفرة على الإطلاق في حالة مراحيض أربورلو السمادية، وبدلاً من ذلك، يُنقل المرحاض الخارجي / الكابين العلوي خفيف الوزن إلى حفرة أخرى ضحلة وتُزرع شجرة أعلى الحفرة المملوءة.
تُشكل عمليات جمع الفضلات ونقلها ومعالجتها وإعادة استخدامها مجتمعةً «سلسلة القيمة» لإدارة الحمأة البرازية.
تستخدم بعض وثائق السياسة الحكومية في الهند مصطلح إف إس إس إم لـ «إدارة الحمأة البرازية ومخلفات خزان الصرف الصحي».

### مخلفات خزان الصرف الصحي
مخلفات خزان الصرف الصحي أو «حمأة خزانات الصرف الصحي»، وهي حمأة معالجة جزئيًا تُجمع وتُخزن في خزانات الصرف الصحي أو ما شابه ذلك من مرافق الصرف الصحي في الموقع. تُعد مخلفات خزان الصرف الصحي منتجًا ثانويًا من المعالجة المسبقة للمياه المنزلية المستعملة (مياه الصرف الصحي) في خزان الصرف الصحي. تُضخ مخلفات خزان الصرف الصحي بعد بضع سنوات من التراكم من خزان الصرف الصحي عادةً بواسطة شاحنة تفريغ، إذ تتلقى هذه الخزانات المياه السوداء من المراحيض المزودة بنظام شفط، بالإضافة إلى المياه الرمادية. يعني هذا الأمر أن مخلفات خزان الصرف الصحي تحتوي فقط على نوع النفايات الصلبة التي يمكن دفقها بمياه الطراد، مثل ورق المرحاض، ويمكن أن تشتمل هذه المخلفات أيضًا على «زبد»، وهي مادة تطفو في الأعلى وتحتوي على الدهون والزيوت والشحوم بالإضافة إلى أي نفايات صلبة عائمة.
استُخدم مصطلح «مخلفات خزان الصرف الصحي» في الولايات المتحدة منذ عام 1992، واستُخدم أيضًا في مشاريع تابعة لوكالة الولايات المتحدة للتنمية الدولية في آسيا. يُعد «المصطلح التاريخي لتعريف الحمأة المُزالة من خزانات الصرف الصحي» تعريفًا آخر لمخلفات خزان الصرف الصحي.
تُزال مخلفات خزان الصرف الصحي بشكل دوري (بتردد يعتمد على سعة الخزان، وكفاءة النظام، ومستوى الاستخدام، وعمومًا يكون هذا التردد أقل من سنوي) من خزانات الصرف الصحي بواسطة سيارات متخصصة تعرف باسم شاحنات التفريغ. تضخ هذه الشاحنات مخلفات خزان الصرف الصحي خارج الخزان وتنقلها إلى محطة معالجة مياه الصرف الصحي المحلية. ويمكن أن يستخدمها المزارعون أيضًا للأسمدة، أو يمكن تخزينها في مرافق تخزين مخلفات خزان الصرف الصحي الكبيرة للمعالجة لاحقًا أو استخدامها في المحاصيل بمثابة أسمدة.